# Massimo Cardelli
Massimo Cardelli (Porto San Giorgio, 2 gennaio 1967) è un ex calciatore italiano, di ruolo centrocampista.

## Carriera
In carriera ha totalizzato 70 presenze (segnando una rete) in Serie B con le maglie di Sambenedettese e Messina.